# Aomori (prefectuur)
De prefectuur Aomori (Japans: 青森県, Aomori-ken) is een Japanse prefectuur in de regio Tohoku in het noorden van het eiland Honshū. Aomori heeft een oppervlakte van 9607,05 km² en een bevolking van ongeveer 1.404.462 (2008) inwoners. De hoofdstad is de gelijknamige stad Aomori.

## Geografie
De Aomori prefectuur is de meest noordelijke prefectuur van Honshu. Aomori grenst in het zuiden aan de prefecturen Akita en Iwate.
De administratieve onderverdeling is als volgt:

### Zelfstandige steden (市) shi
Er zijn 10 steden in de prefectuur Aomori.
- Aomori (hoofdstad)
- Goshogawara
- Hachinohe
- Hirakawa
- Hirosaki
- Kuroishi
- Misawa
- Mutsu
- Towada
- Tsugaru

### Gemeenten (郡 gun)
De gemeenten van Aomori, ingedeeld naar district:
| District       | Gemeenten                                                              |
| -------------- | ---------------------------------------------------------------------- |
| Higashitsugaru | Hiranai - Imabetsu -Sotogahama -Yomogita                               |
| Kamikita       | Noheji - Oirase - Rokkasho - Rokunohe - Shichinohe - Tohoku - Yokohama |
| Kitatsugaru    | Itayanagi - Nakadomari - Tsuruta                                       |
| Minamitsugaru  | Fujisaki - Inakadate - Owani                                           |
| Nakatsugaru    | Nishimeya                                                              |
| Nishitsugaru   | Ajigasawa - Fukaura                                                    |
| Sannohe        | Gonohe - Hashikami - Nanbu - Sannohe -Shingo - Takko                   |
| Shimokita      | Higashidori - Kazamaura - Ōma - Sai                                    |

### Fusies
(Situatie op 1 maart 2006) 
Zie ook: Gemeentelijke herindeling in Japan
- Op 1 juli 2004 werd de gemeente Kuraishi van het District Sannohe aangehecht bij de gemeente Gonohe.

- Op 1 januari 2005 werd de gemeenten Towadako van het District Kamikita aangehecht bij de stad Towada.

- Op 11 februari 2005 fuseerden de gemeenten Kizukuri, Inagaki, Kashiwa, Morita en Shariki, (allen van het District Nishitsugaru) tot de nieuwe stad Tsugaru.

- Op 14 maart 2005 werden de gemeenten Kawauchi, Ohata en Wakinosawa (allen van het District Shimokita) aangehecht bij de stad Mutsu.

- Op 28 maart 2005 werden de gemeenten Kanagi en Shiura van het District Kitatsugaru aangehecht bij de stad Goshogawara.

- Op 28 maart 2005 smolten de gemeenten Kanita, Tairadate en Minmaya (allen van het District Higashitsugaru) samen tot de nieuwe stad Sotogahama.

- Op 28 maart 2005 smolten de gemeenten Fujisaki en Tokiwa van het District Minamitsugaru samen tot de nieuwe gemeente Fujisaki.

- Op 28 maart 2005 fusioneerden de gemeenten Nakasato en Kodomari van het District Kitatsugaru tot de nieuwe gemeente Nakadomari.

- Op 31 maart 2005 werd de gemeente Nangou van het District Sannohe aangehecht bij de stad Hachinohe.

- Op 31 maart 2005 werd de gemeente Iwasaki van het District Nishitsugaru samengevoegd met de gemeente Fukaura.

- Op 31 maart 2005 werd de gemeente Tenmabayashi van het District Kamikita samengevoegd met de gemeente Shichinohe.

- Op 31 maart 2005 werd de gemeente Kamikita van het District Kamikita samengevoegd met de gemeente Tohoku.

- Op 1 april 2005 werd de gemeente Namioka van het District Minamitsugaru aangehecht bij de stad Aomori.

- Op 1 januari 2006 werden de gemeenten Nagawa en Fukuchi van het District Sannohe samengevoegd met de gemeente Nanbu.

- Op 1 januari 2006 fusioneerden de gemeenten Hiraka ,Onoe en Ikarigaseki van het District Minamitsugaru tot de nieuwe stad Hirakawa.

- Op 27 februari 2006 werden de gemeenten Iwaki en Souma van het District Nakatsugaru aangehecht bij de stad Hirosaki.

- Op 1 maart 2006 smolten de gemeenten Momoishi en Shimoda van het District Kamikita samen tot de nieuwe gemeente Oirase.

## Economie
Zoals een groot deel van Tohoku wordt de industrie van Aomori gedomineerd door landbouw, bosbouw en visserij.

## Demografie
Vele jonge inwoners verlaten Aomori en trekken naar Tokio of Sendai. Ze zoeken daar naar amusement of een job.